# كجيل كنوبس
كجيل كنوبس (بالهولندية: Kjell Knops)‏ (21 يوليو 1987 في هولندا - ) هو لاعب كرة قدم هولندي في مركز الدفاع. لعب مع رودا ياي سي وRKVV EVV ‏ وMVV Maastricht ‏.

## روابط خارجية
- كجيل كنوبس على موقع قاعدة بيانات كرة القدم.إي يو (الإنجليزية)
- كجيل كنوبس على موقع Soccerbase.com (لاعب) (الإنجليزية)
- كجيل كنوبس على موقع Soccerway.com (الإنجليزية)
- كجيل كنوبس على موقع عالم كرة القدم.نت (الإنجليزية)